# 乙酸茴香酯
乙酸茴香酯（乙酸-4-甲氧基苄酯）是4-甲氧基苯甲醇的乙酸酯，它是天然的香精，存在于多种水果和香草中。它也用作增香剂，以产生各种风味。
它可由4-甲氧基苯甲醇和乙酸的酯化反应制备。